# Вилхелм IV (Холандия)
Вижте пояснителната страница за други личности с името Вилхелм IV.
Вилхелм IV от Холандия „Смели“ (на френски: Guillaume II de Hainaut; Guillaume II d'Avesnes; на нидерландски: Willem IV van Holland, „de Stoute“; на немски: Wilhelm IV von Holland, „der Kühne“); * ок. 1317, † 26 септември 1345 близо до Ставерен, Фризия) от Дом Авен е от 1337 до 1345 г. граф на Хенегау, Холандия и Зеландия и като Вилхелм II граф на Хенегау.

## Биография
Той е син на граф Вилхелм III (1286 – 1337) и съпругата му принцеса Жана дьо Валоа (1294 – 1342), дъщеря на граф Шарл Валоа, внучка на френския крал Филип III. Брат е на Маргарета, която се омъжва през 1324 г. за император Лудвиг IV Баварски, и на Филипа, която се омъжва 1328 г. за английския крал Едуард III.
След смъртта на баща му той го наследява през 1337 г. Съюзява се със своя зет крал Едуард III от Англия в започващата Стогодишна война против Франция. Обаче той не отива на бойното поле против Франция, а прави в графство Хенегау грабливи походи. Той се съюзява с френския крал Филип VI и през 1340 г. отива на страната на Едуард III. Той прави пътувания до Прусия и поклонение в Светите земи. На 7 юни 1340 г. дава на Ротердам права на град.
През 1345 г. заедно с чичо му, Йохан от Бомон († 1356), граф на Соасон, той се бие против въстаналите фризийци. Той е убит на 26 септември 1345 г. в битката близо до Ставерен.
Вилхелм IV е наследен от най-голямата му сестра Маргарета, (1310 – 1356) и нейния съпруг император Лудвиг IV.
Вдовицата му Йохана от Брабант се омъжва втори път 1352 г. за граф Венцел от Бохемия, от 1354 г. херцог на Люксембург.

## Фамилия
Вилхелм IV се жени пр. 27 ноември 1334 г. за Йохана от Брабант (* 24 юни 1322, † 1 ноември 1406), най-възрастната дъщеря-наследничка на херцог Йохан III от Брабант (1300 – 1355). Той е убит през 1345 г. Те имат един син Вилхелм, който умира малък.
Вилхелм IV има две извънбрачни деца:
- Адам ван Берварде
- Жан ван Хенегувен, господар ван Влисинген